# Billaea solivaga
Billaea solivaga là một loài ruồi trong họ Tachinidae.